# Višnjeva (Kotor)
Pour les articles homonymes, voir Višnjeva.
Višnjeva (en serbe cyrillique : Вишњева) est un village du sud-ouest du Monténégro, dans la municipalité de Kotor.

## Démographie

### Évolution historique de la population
| 1948 | 1953 | 1961 | 1971 | 1981 | 1991 | 2003 |
| ---- | ---- | ---- | ---- | ---- | ---- | ---- |
| 107  | 105  | 89   | 78   | 38   | 12   | 128  |